# Komisariat Straży Celnej „Chojnice”

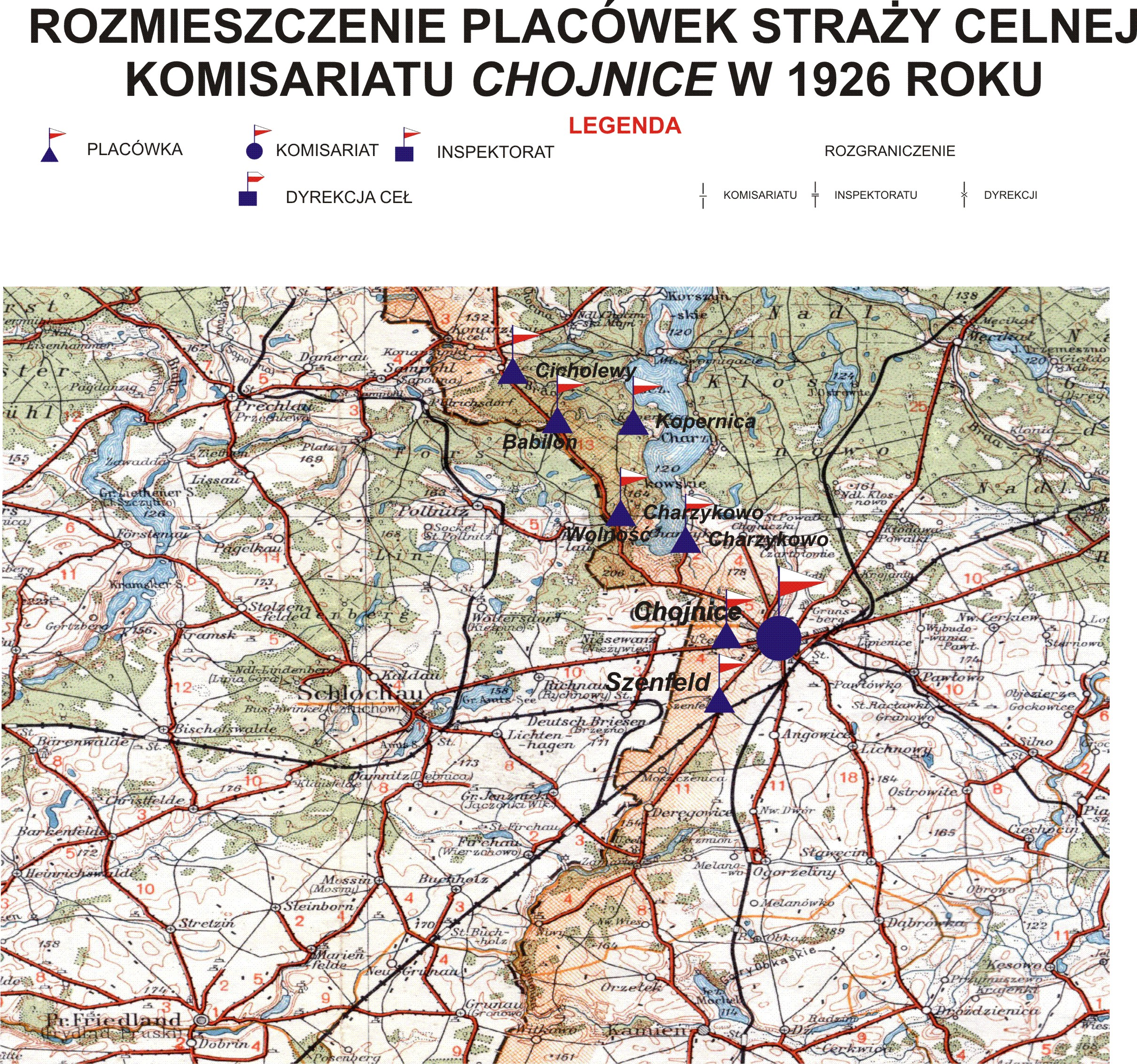
Rozmieszczenie placówek Straży Celnej Komisariatu Chojnice

Komisariat Straży Celnej „Chojnice” – jednostka organizacyjna Straży Celnej pełniąca służbę ochronną na granicy polsko-niemieckiej w latach 1921–1928.

## Geneza
Już w 1918 roku powstające państwo polskie zaczęło tworzyć wyspecjalizowane formacje przeznaczone do ochrony granic Rzeczypospolitej.  W kwietniu 1920 roku w Chojnicach stacjonował II dywizjon 4 pułku Strzelców Granicznych. W kolejnych latach inne formacje ochraniały granice w tym rejonie. W 1921 roku w Chojnicach rozmieszczone zostało 20 batalionu celnego. 

## Formowanie i zmiany organizacyjne
Na wniosek Ministerstwa Skarbu, uchwałą z 10 marca 1920 roku, powołano do życia Straż Celną. Od połowy 1921 roku jednostki Straży Celnej rozpoczęły przejmowanie odcinków granicy od pododdziałów Batalionów Celnych. Proces tworzenia Straży Celnej trwał do końca 1922 roku. Komisariat Straży Celnej „Chojnice”, wraz ze swoimi placówkami granicznymi, wszedł w podporządkowanie Inspektoratu Straży Celnej „Chojnice”.
W drugiej połowie 1927 roku przystąpiono do gruntownej reorganizacji Straży Celnej. W praktyce skutkowało to rozwiązaniem tej formacji granicznej. Rozporządzeniem Prezydenta Rzeczypospolitej Polskiej Ignacego Mościckiego z 22 marca 1928 roku w jej miejsce powoływano z dniem 2 kwietnia 1928 roku Straż Graniczną.
Rozkazem nr 2 z 19 kwietnia 1928 roku w sprawach organizacji Pomorskiego Inspektoratu Okręgowego dowódca Straży Granicznej gen. bryg. Stefan Pasławski powołał komisariat Straży Granicznej „Chojnice”, który przejął ochronę granicy od rozwiązywanego komisariatu Straży Celnej. 

## Służba graniczna
Sąsiednie komisariaty
- komisariat Straży Celnej „Konarzynki”  ⇔ komisariat Straży Celnej „Kamień Pomorski” − 1926

## Funkcjonariusze komisariatu
Obsada personalna w 1926:
- kierownik komisariatu – komisarz Bronisław Popiel
- pomocnik kierownika komisariatu – przodownik Józef Sikora

## Struktura organizacyjna
Organizacja komisariatu w 1926 roku:
- komenda – Chojnice
- placówka Straży Celnej „Ciecholewy”[a]
- placówka Straży Celnej „Babilon”
- placówka Straży Celnej „Kopernica”
- placówka Straży Celnej „Wolność”
- placówka Straży Celnej „Charzykowy”[b]
- placówka Straży Celnej „Chojnice”
- placówka Straży Celnej „Szenfeld”